# Chrysophyllum ovale
Chrysophyllum ovale là một loài thực vật có hoa trong họ Hồng xiêm. Loài này được Rusby mô tả khoa học đầu tiên năm 1927.